# Pedro de Cordoba (actor)
Pedro de Cordoba (28 de septiembre de 1881-16 de septiembre de 1950) fue un actor teatral y cinematográfico de nacionalidad estadounidense.

## Biografía
Nacido en la ciudad de Nueva York, sus padres eran de origen francés y cubano. Actor teatral de tradición clásica, confesaba que no disfrutaba actuando en el cine mudo tanto como en el teatro, aunque su carrera para la pantalla fue extensa. En el ámbito teatral, Pedro de Córdoba debutó en el circuito de Broadway en 1903 con Hamlet, de William Shakespeare (autor del cual interpretó numerosas obras), junto a Cecil B. DeMille. Siempre en Broadway, participó también en representaciones de piezas de autores como Maurice Maeterlinck o George Bernard Shaw, entre otros. A lo largo de su etapa en Broadway, tuvo la oportunidad de actuar junto a intérpretes como Jane Cowl y Katharine Cornell.
Su primer film fue dirigido por Cecil B. DeMille, Carmen (1915), y a partir de entonces se convirtió en un popular primer actor cinematográfico. Su voz profunda y resonante le facilitó el salto al cine hablado, por lo que pudo continuar con su trayectoria en la pantalla, a diferencia de otras muchas estrellas del cine mudo. Así, a partir de los años 1930 disfrutó de una larga y ocupada carrera como actor de carácter en Hollywood. Fue escogido para encarnar principalmente a personajes hispanos (particularmente mexicanos), aristócratas y clérigos, como en Las llaves del Reino (1944), a causa de su apellido y su presencia. Sin embargo, en algunas raras ocasiones también hizo papeles de malvado. 
Pedro de Córdoba fue un devoto católico, y durante un tiempo fue presidente del Sindicato de Actores Católicos. Su último film, el drama político Crisis (1950), se estrenó poco después de su muerte, la cual ocurrió en Sunland-Tujunga, Los Ángeles, California, a causa de un infarto agudo de miocardio. Fue enterrado en el Cementerio de Holy Cross, en Culver City.

## Teatro (Broadway)
- 1903: Hamlet, de William Shakespeare, con Cecil B. DeMille
- 1903: The Proud Prince, de Justin Huntley McCarthy
- 1905: La fierecilla domada, de William Shakespeare
- 1909: The Niger, de Edward Sheldon
- 1910: Noche de reyes, de William Shakespeare, con Ferdinand Gottschalk
- 1910: Sister Beatrice, de Maurice Maeterlinck
- 1910: Cuento de invierno, de William Shakespeare, con Ferdinand Gottschalk y Henry Kolker
- 1910: Las alegres comadres de Windsor, de William Shakespeare, con Ferdinand Gottschalk
- 1910-1911: The Blue Bird, de Maurice Maeterlinck, con Louise Closser Hale
- 1911: Vanity Fair, de Robert Hichens y Cosmo Gordon-Lennox, a partir de La feria de las vanidades de William Makepeace Thackeray, con Ferdinand Gottschalk
- 1911: The Piper, de Josephine Preston Peabody
- 1911: The Arrow Maker, de Mary Hunter Austin
- 1911: Noah's Flood, con Ferdinand Gottschalk
- 1912: The Master of the House, de Edgar James, con Ralph Morgan
- 1912: The Paper Chase, de Louis N. Parker
- 1913: The Five Frankfurters, de Basil Hood, con Henry Stephenson y Walter Kingsford
- 1914: Otelo, de William Shakespeare, con Constance Collier y William Faversham
- 1914: Como gustéis, de William Shakespeare, con Sydney Greenstreet
- 1914: El abanico de Lady Windermere, de Oscar Wilde, con Sydney Greenstreet
- 1915: 90 in the Shade, de Jerome Kern, Harry B. Smith y Guy Bolton, con Richard Carle y Otis Harlan
- 1915: Beverly's Balance, de Paul Kester
- 1915-1916: Sadie Love, de Avery Hopwood, con Marjorie Rambeau
- 1916: His Bridal Night, de Lawrence Rising, con Lucile Watson y Jessie Ralph
- 1917-1918: Tiger Rose, de Willard Mack, con Lenore Ulric
- 1918: Everyman, de Peter Dorland
- 1918: El mercader de Venecia, de William Shakespeare
- 1918: Como gustéis, de William Shakespeare
- 1918: Where Poppies Bloom, de Roi Cooper Megrue, con Marjorie Rambeau y Lewis Stone
- 1920: The Light of the World, de Pierre Saisson
- 1921: Nemesis, de Augustus Thomas, con Robert Cummings
- 1921: Launcelot and Elaine, de Edwin Milton Royle, con Selena Royle
- 1921: Marie Antoinette, de Edymar, con John Cromwell (también codirector)
- 1922: The Rivals, de Richard Brinsley Sheridan, con Robert Warwick
- 1923: The Jolly Roger, de A.E. Thomas
- 1924: The Gift, de Julia Chandler y Alethea Luce, con Doris Kenyon
- 1924-1925: Cándida, de George Bernard Shaw, con Ernest Cossart
- 1925: The Servant in the House, de Charles Rann Kennedy, con Violet Kemble-Cooper (también director)
- 1925-1926: Arms and the Man, de George Bernard Shaw, con Ernest Cossart y Henry Travers
- 1927: Sam Abramovitch, de François Porche, con Arthur Hohl y Charles Walters
- 1927: Julio César, de William Shakespeare, con Thomas Chalmers, Harry Davenport, Tyrone Power, Sr., Basil Rathbone, Ivan F. Simpson y Frederick Worlock
- 1927: The Woman of Bronze, de Henry Kistemaeckers y Eugene Delard, con Ralph Morgan
- 1929: See Naples and die, de Elmer Rice, con Claudette Colbert
- 1930: The Rivals, de Richard Brinsley Sheridan
- 1931: El mercader de Venecia, de William Shakespeare, con William Faversham, Fritz Leiber y Tyrone Power, Sr.
- 1931: Lucrece, de André Obey, con Brian Aherne, Katharine Cornell, Charles Waldron y Blanche Yurka
- 1933: Uncle Tom's Cabin, de G.L. Aiken, a partir de la novela de Harriet Beecher Stowe, con Fay Bainter, Thomas Chalmers, Russel Crouse, Gene Lockhart, Kathleen Lockhart, Elisabeth Risdon y Otis Skinner
- 1934-1935: The First Legion, de Emmet Lavery, con Charles Coburn y Bert Lytell

## Selección de su filmografía
- 1915: The Little White Violet, de Lucius Henderson
- 1915: Carmen, de Cecil B. DeMille
- 1915: Tentation, de Cecil B. DeMille
- 1917: Barbary Sheep, de Maurice Tourneur
- 1922: When Knighthood Was in Flower, de Robert G. Vignola
- 1935: El capitán Blood, de Michael Curtiz
- 1935: Las cruzadas, de Cecil B. DeMille
- 1936: The Robin Hood of El Dorado, de William A. Wellman
- 1936: Trouble for Two, de J. Walter Ruben
- 1936: Muñecos infernales, de Tod Browning
- 1936: Anthony Adverse, de Mervyn LeRoy
- 1936: Ramona, de Henry King
- 1938: Storm over Bengal, de Sidney Salkow
- 1939: Juarez, de William Dieterle
- 1939: Escape to Paradise, de Erle C. Kenton
- 1939: Five Came Back, de John Farrow
- 1939: Man of Conquest, de George Nichols Jr.
- 1939: The Light That Failed, de William A. Wellman
- 1940: The Sea Hawk, de Michael Curtiz
- 1940: Mi mujer favorita, de Garson Kanin
- 1940: El signo del Zorro, de Rouben Mamoulian
- 1941: Sangre y arena, de Rouben Mamoulian
- 1942: El hijo de la furia, de John Cromwell
- 1941: The Corsican Brothers, de Gregory Ratoff
- 1942: Saboteur, de Alfred Hitchcock
- 1943: Por quién doblan las campanas, de Sam Wood
- 1943: La canción de Bernadette, de Henry King
- 1944: Kismet, de William Dieterle
- 1945: El retrato de Dorian Gray, de Albert Lewin
- 1946: A Scandal in Paris, de Douglas Sirk
- 1946: The Beast with Five Fingers, de Robert Florey
- 1948: El burlador de Castilla, de Vincent Sherman
- 1948: Mexican Hayride, de Charles Barton
- 1948: The Time of Your Life, de H. C. Potter
- 1949: Sansón y Dalila, de Cecil B. DeMille
- 1950: Comanche territory, de George Sherman
- 1950: Crisis, de Richard Brooks

## Radio
| Año  | Programa            | Episodio/source        |
| ---- | ------------------- | ---------------------- |
| 1937 | Lux Radio Theatre   | Madame Butterfly       |
| 1946 | Hollywood Star Time | The Song of Bernadette |

## Galería fotográfica

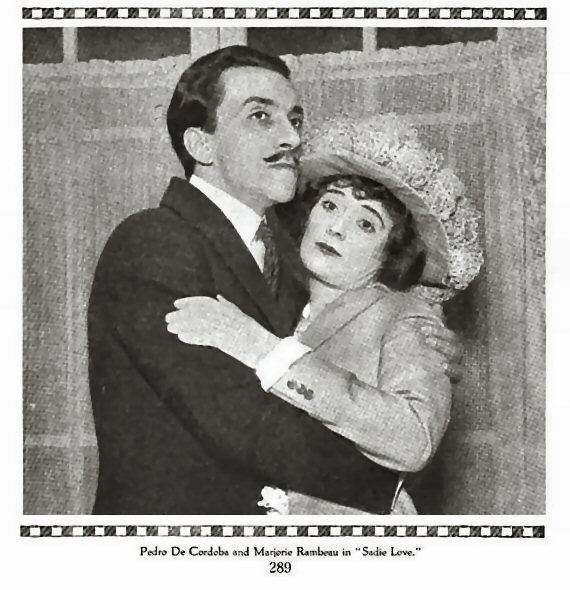
Con Marjorie Rambeau en la obra Sadie Love (1915)
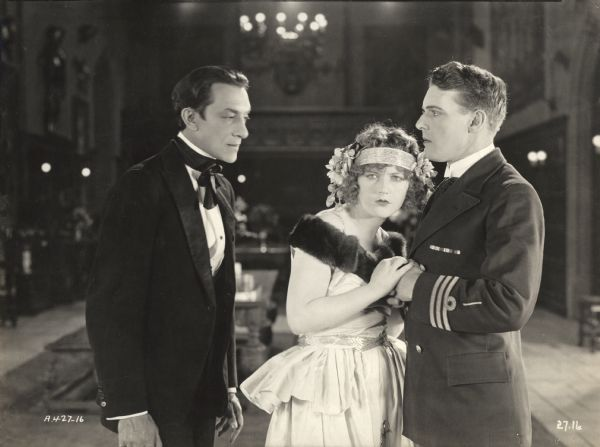
Pedro de Cordoba, Marion Davies y Forrest Stanley en The Young Diana (1922)
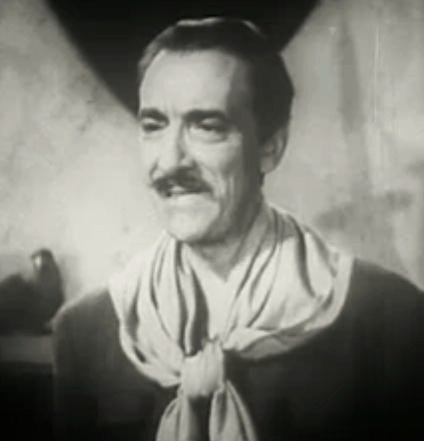
Cordoba en Escape to Paradise (1939)
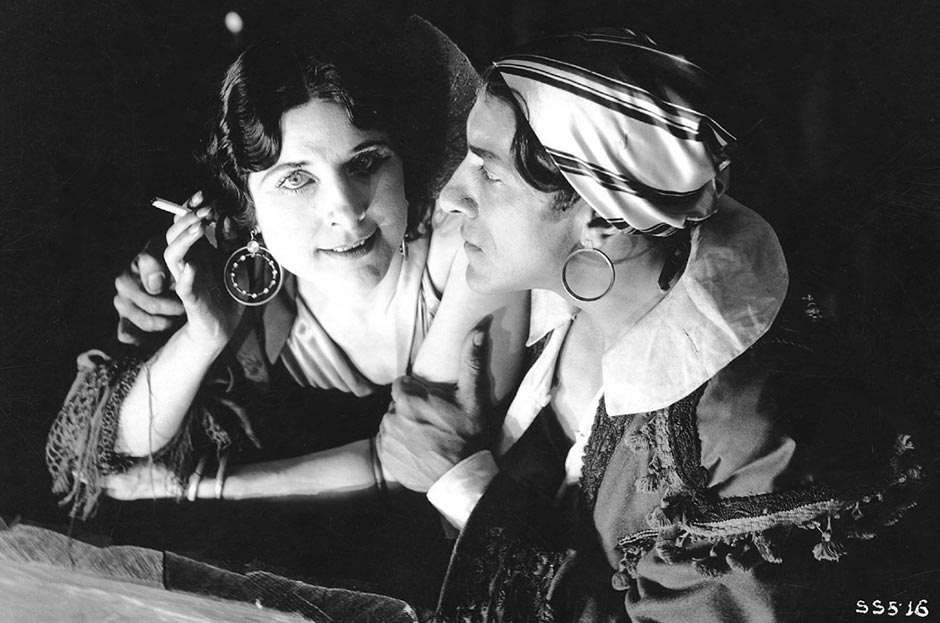
Con Geraldine Farrar en Carmen (1915)
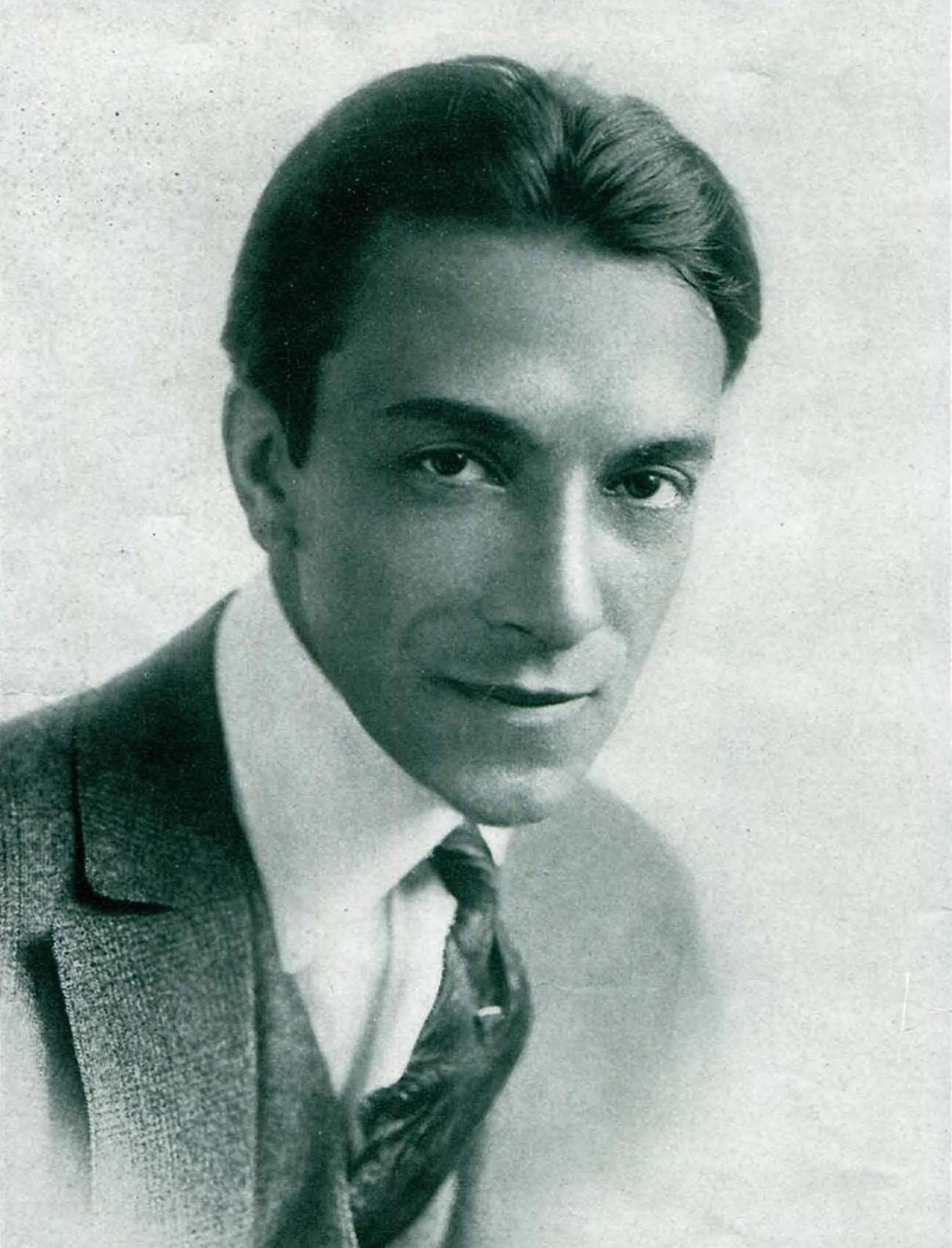
Pedro de Cordoba